# Catalina Peláez
Catalina Peláez, destacada deportista colombiana de la especialidad de squash quien fue campeona de Centroamérica y del Caribe en Mayagüez 2010 y campeona suramericana en Medellín 2010.

## Trayectoria
La trayectoria deportiva de Catalina Peláez se identifica por su participación en los siguientes eventos nacionales e internacionales:

### Juegos Panamericanos
A sus 16 años, conseguiría una medalla de bronce en las justas de Río en la modalidad de equipos femenino, junto con Silvia Angulo e Isabel Restrepo.

#### Juegos Panamericanos de Río 2007
, Medalla de bronce: Equipos

#### Juegos Panamericanos de Lima 2019
, Medalla de oro: Dobles Mixtos
, Medalla de bronce: Equipos

### Juegos Suramericanos
Fue reconocido su triunfo de ser una deportista multimedalla de la selección de  Colombia en los juegos de Medellín 2010.

#### Juegos Suramericanos de Medellín 2010
Su desempeño en la novena edición de los juegos, se identificó por ser la nonagésima cuarta deportista con el mayor número de medallas entre todos los participantes del evento, con un total de 2 medallas:

- , Medalla de oro:  Dobles Mujeres
- , Medalla de oro:  Equipo Mujeres

#### Juegos Suramericanos de Cochabamba 2010
- , Medalla de oro: Sencillos
- , Medalla de oro: Dobles Mixtos
- , Medalla de oro: Equipo Mujeres

### Juegos Centroamericanos y del Caribe
Fue reconocido su triunfo de ser una deportista multimedalla de la selección de  Colombia en los juegos de Mayagüez 2010.

#### Juegos Centroamericanos y del Caribe de Mayagüez 2010
Su desempeño en la vigésima primera edición de los juegos, se identificó por ser la centésima quincuagésima sexta deportista con el mayor número de medallas entre todos los participantes del evento, con un total de 3 medallas:

- , Medalla de oro: Dobles
- , Medalla de plata: Equipos
- , Medalla de bronce: Individual

### Copa Junior de Squash 2010
Peláez acudió a la Copa Mundial Junior de Squash realizada en Colonia, Alemania entre el 2 y el 5 de julio de 2010. Allí se coronó campeona en la categoría Sub-19. La final la disputó contra la deportista inglesa Julianne Courtice venciendo 3-0 (11-6, 11-6, 11-8).
- , Medalla de oro: Sub-19